# Night Fever (chanson)
Pour les articles homonymes, voir Night Fever.
Singles de Bee Gees
Stayin' Alive
(1977) More Than a Woman
(1978)
Night Fever est une chanson des Bee Gees interprétée par Barry Gibb. Issue de la bande originale du film La Fièvre du samedi soir (Saturday Night Fever) sortie en novembre 1977, elle est parue en single le 7 février 1978.